# Beatrice Worsley
Pour les articles homonymes, voir Worsley.
Beatrice Helen Worsley (18 octobre 1921  – 8 mai 1972) est la première femme informaticienne canadienne. Elle obtient son doctorat de l'Université de Cambridge avec Maurice Wilkes comme conseiller, c'est le premier doctorat accordé dans ce qui est aujourd'hui connu sous le nom d'informatique. Elle écrit le premier programme fonctionnant sur EDSAC, co-écrit le premier compilateur pour Ferranti Mark 1 de Toronto, rédige de nombreux articles en informatique et enseigne l'informatique et l'ingénierie à l'université Queen's et à l'université de Toronto pendant plus de 20 ans avant sa mort à l'âge de 50 ans.

## Enfance
Béatrice est née le 18 octobre 1921  de Joel et Beatrice Marie (née Trinker). Joel est issu d'une famille ouvrière à Ashton-under-Lyne, Manchester. Les grands-parents de Beatrice Marie ont lancé une usine textile à Xia, au Mexique, dans les années 1850, et en 1908, Joel et Beatrice Marie déménagent pour travailler dans l'usine. L'usine est détruite par les rebelles vers 1917 et Joel accepte un emploi à El Salto dans les usines CIMSA du groupe Rio Grande, devenant ainsi directeur général. 
Béatrice Marie donne naissance à un fils en 1920, Charles Robert, puis à Béatrice Helen l'année suivante. Pour des raisons de sécurité, ils sont scolarisés à la maison et ont peu d'interactions avec leurs voisins. En 1929, Joel déménage avec sa famille à Toronto pour offrir une meilleure scolarité à ses enfants. Charles entre à l'Upper Canada College, tandis que Beatrice commence à l'école publique Brown, mais déménage à la Bishop Strachan School en 1935. 
Strachan propose deux filières et Béatrice s'inscrit aux cours préparatoires universitaires les plus difficiles. Elle excelle au point que le directeur déclare qu'elle est l'une des meilleures élèves de l'école. Elle obtient son diplôme en 1939 avec des prix en mathématiques et en sciences et, pour avoir obtenu la note globale la plus élevée, elle reçoit le Prix du Gouverneur général. 

## Études de premier cycle
Worsley remporte la bourse Burnside en sciences du Trinity College, qui fait partie de l'Université de Toronto, et commence ses études en septembre 1939. Ses notes élevées lui valent la première bourse d'études Alexander T. Fulton en sciences. 
Pour sa deuxième année, elle est transférée dans la division Mathématiques et Physique, un programme appliqué plutôt que théorique. Au cours de sa troisième année, Worsley remporte la bourse James Scott en mathématiques et physique. Diplômée en 1944 en mathématiques et en physique avec un baccalauréat ès arts, elle a la particularité d'obtenir chaque année la note la plus élevée dans chaque classe. 

## Service en temps de guerre
Immédiatement après avoir obtenu son diplôme, Worsley s'enrôle dans le Service féminin de la Marine royale canadienne (en), mieux connu sous le nom de « Wrens ». Après une formation de base au NCSM Conestoga  à Galt (aujourd'hui connu sous le nom de Cambridge, Ontario ), elle est affectée au Centre de recherche navale (NRE) à Halifax. Elle est d'abord chargée d'étudier les défenses portuaires, puis de démagnétiser et de guider les torpilles. 
À la fin de la Seconde Guerre mondiale, Worsley est la seule Wren du NRE à choisir de rester en service. En septembre 1945, elle est promue lieutenant et entreprend un nouveau projet de recherche sur la corrosion des coques. Au cours de l'année suivante, elle passe 150 jours en mer, dont beaucoup à bord du dragueur de mines de la classe Bangor du NRE, le NCSM Quinte, établissant un record pour le Wrens qui tient encore aujourd'hui. La majeure partie de cette expédition se déroule dans les terribles conditions de l'hiver atlantique canadien, ce qui lui vaut le respect de l'équipage qui fait ce qu'elle appelle elle-même un « travail d'homme ». Elle est officiellement démobilisée en août 1946. 

## Post-diplôme au MIT
Immédiatement après avoir quitté les Wrens, Worsley est acceptée au programme de maîtrise d'un an en mathématiques et physique du MIT. Parmi ses cours figurent un cours de physique du solide enseigné par László Tisza et un cours sur les amplificateurs à rétroaction et les servomécanismes, un domaine dans lequel le MIT est un leader mondial. 
Sa thèse intitulée A Mathematical Survey of Computing Devices with an Appendix on Error Analysis of Differential Analyzers (une étude mathématique des dispositifs informatiques avec une annexe sur l'analyse des erreurs des analyseurs différentiels) est réalisée sous la direction d'Henry Wallman (en), membre du célèbre laboratoire de rayonnement du MIT. Le document couvre presque toutes les machines informatiques alors existantes. Parmi les nombreuses machines discutées figurent les Harvard Mark I et Mark II, plusieurs machines à calculer mécaniques et électromécaniques d'IBM, les ordinateurs numériques à relais des Bell Labs, ENIAC, EDVAC, la machine IAS, Whirlwind I et II et EDSAC. L'annexe couvre un certain nombre de systèmes d'analyseurs différentiels et examine leurs sources d'erreurs. Il reste l’un des récits les plus détaillés des débuts de l’informatique. 

## Centre de calcul à Toronto
Après avoir rédigé sa thèse, Worsley revient au Canada et dit à sa famille que l'avenir est dans les ordinateurs. Malheureusement, il n'y a pas d'industrie informatique au Canada à cette époque et elle accepte un emploi au Conseil national de recherches du Canada (CNRC), où elle travaille au département d'aérodynamique. 
Au cours de cette période, l'Université de Toronto envisage d'ouvrir un département d'informatique, à la fois comme centre de recherche à l'université et comme bureau de services, vendant du temps sur les machines aux utilisateurs commerciaux et gouvernementaux. En septembre 1947, les premiers fonds sont fournis par le CNRC pour acheter deux calculateurs mécaniques à cartes perforées IBM et deux assistants pour les faire fonctionner. Worsley entend parler de ces efforts et postule au poste, après seulement quelques mois au CNRC. Elle rejoint le nouveau département en janvier 1948. 
L'un de ses premiers emplois au centre est un contrat avec Énergie atomique du Canada (EACL) pour fournir un soutien informatique, aux côtés de la conseillère du personnel Kelly Gotlieb (en) et de J. Perham Stanley, un autre assistant embauché en même temps que Worsley. Au cours de l'été 1948, elle construit un analyseur différentiel à partir de pièces Meccano, similaire à celui décrit par Hartree et Arthur Porter (en) en 1935. Peu d'informations sur cet analyseur survivent ; un deuxième modèle, ou peut-être une reconstruction de l'original, est construit par des étudiants en 1951. 

## Cambridge
Une fois l'analyseur terminé, Worsley et Stanley sont envoyés au Royaume-Uni pour apprendre ce qu'ils peuvent de la conception de l'EDSAC, alors en construction au laboratoire mathématique (en) de l'université de Cambridge. Ils y trouvent la machine presque terminée et aident là où ils le peuvent à la mettre en ligne pour son premier essai le 6 mai 1949. Le premier programme à fonctionner avec succès sur la machine est celui que Worsley aide à écrire pour calculer les carrés  et elle rassemble ensuite ce programme ainsi qu'un certain nombre de programmes similaires dans l'un des premiers articles sur le sujet, The E.D.S.A.C. Demonstration ,.
Le mois suivant, une réunion a lieu à Cambridge sur le thème des machines informatiques, et Worsley prépare un rapport sur le programme qui produit des carrés, ainsi qu'un nouveau qui produit des tableaux de nombres premiers. Le rapport comprend un exemple de sortie, ainsi qu'une description du code et de la manière dont il est exécuté sur la machine. L'ensemble est imprimé dans les actes de la conférence et est repris des années plus tard par Brian Randell (en) dans son célèbre livre de 1973, The Origins of Digital Computers. Cela rend Worsley bien connue dans le domaine informatique longtemps après les événements. . 
Worsley commence ensuite son doctorat au Newnham College. Tout en travaillant au laboratoire, elle suit des cours de physique quantique avec Paul Dirac, John Lennard-Jones et Nicholas Kemmer, de théorie des nombres avec Albert Ingham et, peut-être plus important encore, d'analyse numérique avec Douglas Hartree. Elle commence à rédiger sa thèse sous la direction de Hartree, qui, par coïncidence, supervise également une autre Canadienne, Charlotte Fischer . 
Au milieu de ces travaux, pour des raisons inconnues, Worsley retourne à Toronto et poursuit sa thèse sous la direction du professeur de mathématiques de l'UofT Byron Griffith. Peu de temps après, elle est réembauchée par le Centre de Calcul en juillet 1951. Hartree approuve la thèse et Worsley obtient son doctorat en 1952. 
Son article, Serial Programming for Real and Idealized Digital Calculating Machines, est considéré comme la première thèse de doctorat écrite sur les ordinateurs modernes. Il comprend un certain nombre de discussions sur les calculs numériques sur les machines de Turing ainsi que des exemples concrets, notamment EDSAC. Il décrit ensuite les méthodes permettant de reconnaître quelles instructions machine sont nécessaires et celles qui peuvent être accomplies par des combinaisons d'autres instructions. Turing et Claude Shannon ont discuté de versions idéalisées de ce concept, mais la contribution de Worsley est de démontrer la manière la plus efficace d'y parvenir, et non une seule solution généralisée comme dans le cas de Shannon. 

## FERUT et Transcode
Au cours de l'été 1948, le Centre de calcul contacte le CNRC pour lui proposer de construire une copie de l'ordinateur numérique à relais Mark 6 des Bell Labs. Ayant reçu un feu vert provisoire, ils contactent Northern Electric pour obtenir les plans de la conception, et on leur dit qu'il y aura des frais de licence de 25 000 $ ( 
soit 281 568 $ en 2025 ). Ils reviennent au CNRC en mars 1949 pour obtenir 50 000 $ supplémentaires pour le permis et les coûts de construction, mais le CNRC leur dit sagement d'abandonner ces plans et de construire une version électronique à la place. 
Ensemble, l'université et le CNRC planifient un programme ambitieux visant à construire un ordinateur de premier ordre qui sera utilisé par le CNRC, le Conseil de recherches pour la défense et l'industrie. Connue sous le nom d'UTEC, la construction commence en 1951 mais se heurte rapidement à de sérieux problèmes en raison du manque de fiabilité de leurs systèmes de mémoire à tubes Williams. Ce n’est qu’à la fin de cette année-là que le système est enfin suffisamment fiable pour être utilisé. À ce stade, le Centre contacte le CNRC pour obtenir un financement afin de compléter le système avec une unité de mathématiques parallèle. 
EACL est de plus en plus frustrée par le manque d'une machine utilisable, et lorsqu'elle apprend que le CNRC a été approché pour poursuivre le développement de l'UTEC, elle suggère que les fonds seraient mieux dépensés pour acheter une machine complète. Bennett Lewis d'EACL sait que Ferranti a construit une machine Ferranti Mark 1 complète pour l'homologue d'EACL au Royaume-Uni, la United Kingdom Atomic Energy Authority, pour ensuite la conserver lorsque le nouveau gouvernement a annulé son financement. Elle est disponible pour seulement 30 000 $ ( 
soit 288 913 $ en 2025 ), à peu près le même montant que le premier cycle de financement requis pour l'UTEC élargi. 
La machine est achetée au début de 1952 et arrive au début de 1952, avant que Worsley ne rejoigne le centre. Elle est au courant de l'arrivée de la machine et la baptise FERUT pour « Ferranti Electronic computer at the University of Toronto » (ordinateur électronique Ferranti de l'Université de Toronto). La machine est opérationnelle dès l’été, dotant l’UofT de l’un des ordinateurs les plus puissants au monde. 
À l'automne 1953, Worsley et Patterson Hume (en) commencent le développement d'un nouveau langage informatique pour la machine, connu sous le nom de Transcode. Il est similaire à Autocode développé par Alick Glennie (en) à l'Université de Manchester pour la même machine, mais tire parti de plusieurs notes de conception du Mark I pour produire un langage plus rapide et un peu plus facile à utiliser. Un avantage majeur est la conversion du décimal en binaire et inversement, qui permet aux programmeurs de saisir des nombres sous forme décimale. 

## Université Queen's
Malgré des références impressionnantes de Cambridge, une série d'articles très respectés et plusieurs premières dans l'industrie, Worsley est à plusieurs reprises écartée pour une promotion au sein de l'Université de Toronto. Ce n'est qu'en 1960 qu'elle est promue de membre du personnel à professeur adjoint, et ce n'est qu'en 1964 qu'elle est promue professeur adjoint de physique et d'informatique. En comparaison avec les autres membres des débuts du Computation Center, elle reçoit beaucoup moins de reconnaissance. 
En 1965, Worsley se voit offrir un emploi à l'Université Queen's, où elle lance son nouveau centre informatique basé sur un IBM 1620  . À Queen's, ses fonctions se tournent davantage vers l'enseignement et occupent la majeure partie de son temps en 1971 . En septembre de la même année, après 20 ans dans le domaine, elle prend un congé sabbatique au Département d'analyse appliquée et d'informatique de l'Université de Waterloo. Le 8 mai 1972, à Waterloo, Worsley est victime d'une crise cardiaque mortelle. 

## Distinction
En 2014, Worsley reçoit à titre posthume le Lifetime Achievement Award en informatique de l'Association canadienne d'informatique. 

### Citations
1. ↑  Campbell 2003.
2. 1 2  Campbell 2003, p. 51.
3. ↑  Campbell 2003, p. 51–52.
4. 1 2 3  Campbell 2003, p. 52.
5. 1 2 3  Campbell 2003, p. 53.
6. ↑  Campbell 2003, p. 52–53.
7. ↑  Campbell 2003, p. 53–54.
8. 1 2 3  Campbell 2003, p. 54.
9. ↑  Williams 1994, p. 6.
10. ↑  Williams 1994.
11. ↑  Randell 1975, p. 395–401.
12. ↑  (en) « EDSAC performed its first calculations »(Archive.org • Wikiwix • Archive.is • Google • Que faire ?), sur Computing History (consulté le 23 novembre 2018).
13. ↑  Beatrice Worsley, « The E.D.S.A.C. Demonstration », dans Brian Randall, The Origins of Digital Computers. Selected Papers, Springer-Verlag, 1973, 395–401 p.
14. 1 2 3 4  Campbell 2003, p. 55.
15. ↑  Campbell 2003, p. 56.
16. ↑  Campbell 2003, p. 55–56.
17. ↑  Williams 1994, p. 7.
18. ↑  Williams 1994, p. 8–9.
19. 1 2  Williams 1994, p. 10.
20. ↑  Campbell 2003, p. 57.
21. ↑  Hume et Worsley, « Transcode: A system of automatic coding for FERUT », Journal of the Association for Computing Machinery, vol. 2, no 4,‎ 1955, p. 243–252 (DOI 10.1145/320809.320811, S2CID 732416)
22. ↑  Campbell 2003, p. 59.
23. 1 2  Campbell 2003, p. 60.
24. ↑  Campbell 2003, p. 59–60.
25. ↑  « Awards for Lifetime Achievement in Computer Science – 2014 », Canadian Association of Computer Science

### Dossier d'archives
Beatrice Worsley, « Beatrice Worsley fonds » (1951–1972) [Textual record]. Collection : Fonds F01390 - Beatrice Worsley fonds. Kingston, ON, Canada : Queen's University Archives, Queen's University.